# Protoryx
Protoryx és un gènere extint de mamífers artiodàctils de la família dels bòvids que visqueren al Vell Món des del Miocè mitjà fins al Pliocè inferior, fa entre 3,6 i 16 milions d'anys. Se n'han trobat restes fòssils a Bulgària, Geòrgia, Grècia, el Kirguizstan, el Líban, Turquia, el Tadjikistan, Tunísia, el Txad i la Xina. Es troben entre els caprins més antics coneguts. Eren relativament grossos i encara no presentaven els caràcters típics d'aquest grup. El nom genèric Protoryx significa ‘primer Oryx’.